# ريكي وونغ
ريكي وونغ هو رائد أعمال ماليزي، ولد في 12 ديسمبر 1981 في كوالالمبور في ماليزيا.